# Малый Халгакан
Малый Халгакан — река в Хабаровском крае России, протекает по территории Нанайского района. Длина реки —  37 км.
Начинается к северо-востоку от посёлка Мухен в гористой местности. Течёт в общем северном направлении по болотистой равнине параллельно Большому Халгакану. Впадает в реку Мухен слева на расстоянии 41 км от устья на высоте 35 метров над уровнем моря. Основной приток — ручей Базовый, впадающий в верховьях по правому берегу.
Питание имеет смешанное в основном снеговое и дождевое. Вскрытие реки происходит в середине апреля. В летнее время часты паводки, вызываемые интенсивными продолжительными дождями.
- Код водного объекта — 20030900112118100069868[2]